# Verte reír
«Verte reír» es una canción de la banda Uruguaya No te va gustar, es el tercer track perteneciente al tercer álbum de la banda, Aunque cueste ver el sol. del año 2004. La canción fue tocada por primera vez en vivo en la presentación del álbum, el 5 de marzo de 2005 en el Velódromo Municipal de Montevideo. Este recital fue grabado en formato DVD bajo el nombre de: “MVD 05/03/05” y fue puesto a la venta en noviembre de ese mismo año.
- Datos: Q16645891